# Belliidae
Super-famille
Famille
Les Belliidae sont une famille de crabes, la seule de la super-famille des Bellioidea. Elle comprend sept espèces dans quatre genres.

## Liste des genres
Belliinae Dana, 1852
- Acanthocyclus Lucas, 1844
- Bellia Milne Edwards, 1848
- Corystoides Lucas, 1844

Heteroziinae Števčić, 2005
- Heterozius A. Milne-Edwards, 1867

## Référence
- Dana, 1852 : Crustacea. Part I. United States Exploring Expedition. During the years 1838, 1839, 1840, 1841, 1842. Under the command of Charles Wilkes, U.S.N. vol. 13, p. 1-685.

## Sources
- Ng, Guinot & Davie, 2008 : Systema Brachyurorum: Part I. An annotated checklist of extant brachyuran crabs of the world. Raffles Bulletin of Zoology Supplement, n. 17 p. 1–286.
- De Grave & al., 2009 : A Classification of Living and Fossil Genera of Decapod Crustaceans. Raffles Bulletin of Zoology Supplement, n. 21, p. 1-109.